# Mã Sơn
Mã Sơn (tiếng Tráng: Maxsan, chữ Hán giản thể: 马山县, bính âm: Mǎshān Xiàn, Hán Việt: Mã Sơn huyện) là một huyện tại địa cấp thị Nam Ninh, khu tự trị dân tộc Choang, Quảng Tây, Cộng hòa Nhân dân Trung Hoa. Huyện này có diện tích 2.345 km², dân số năm 2002 là 500.000 người.

## Phân chia hành chính
Huyện này được chia thành các đơn vị hành chính gồm 7 trấn, 2 hương và 2 hương dân tộc:
- Trấn: Bạch Sơn, Bách Long Than, Lâm Vu, Chu Lộc, Vĩnh Châu, Cổ Linh, Kim Thoa.
- Hương: Kiều Lợi và Gia Phương.
- Hương dân tộc: hương dân tộc Dao Cổ Trại, hương dân tộc Dao Lý Đang.